# Якерсон, Владимир Ильич
Владимир Ильич Якерсон (род. 21 ноября 1933 года) — учёный-химик, академик РАЕН (1998), главный научный сотрудник Института органической химии им. Н.Д. Зелинского РАН, специалист в области гетерогенного катализа физической химии, лауреат премии имени Н. Д. Зелинского.
Создал новые направления катализа на цементсодержащих материалах и энергоаккумулирующих веществах, изучил и обосновал закономерности формирования ряда гетерогенных катализаторов и принципы их действия.

## Награды
- Премия Совета Министров СССР
- Премия имени Н. Д. Зелинского (1969, совместно с А. М. Рубинштейном) - за работы в области изучения механизма каталитической кетонизации карбоновых кислот и разработки практически пригодных методов синтеза труднодоступных кетонов